# Kościół św. Stanisława Kostki w Śmiglu
Kościół Świętego Stanisława Kostki w Śmiglu – jeden z dwóch śmigielskich rzymskokatolickich kościołów parafialnych. Należy do dekanatu śmigielskiego archidiecezji poznańskiej.

## Historia

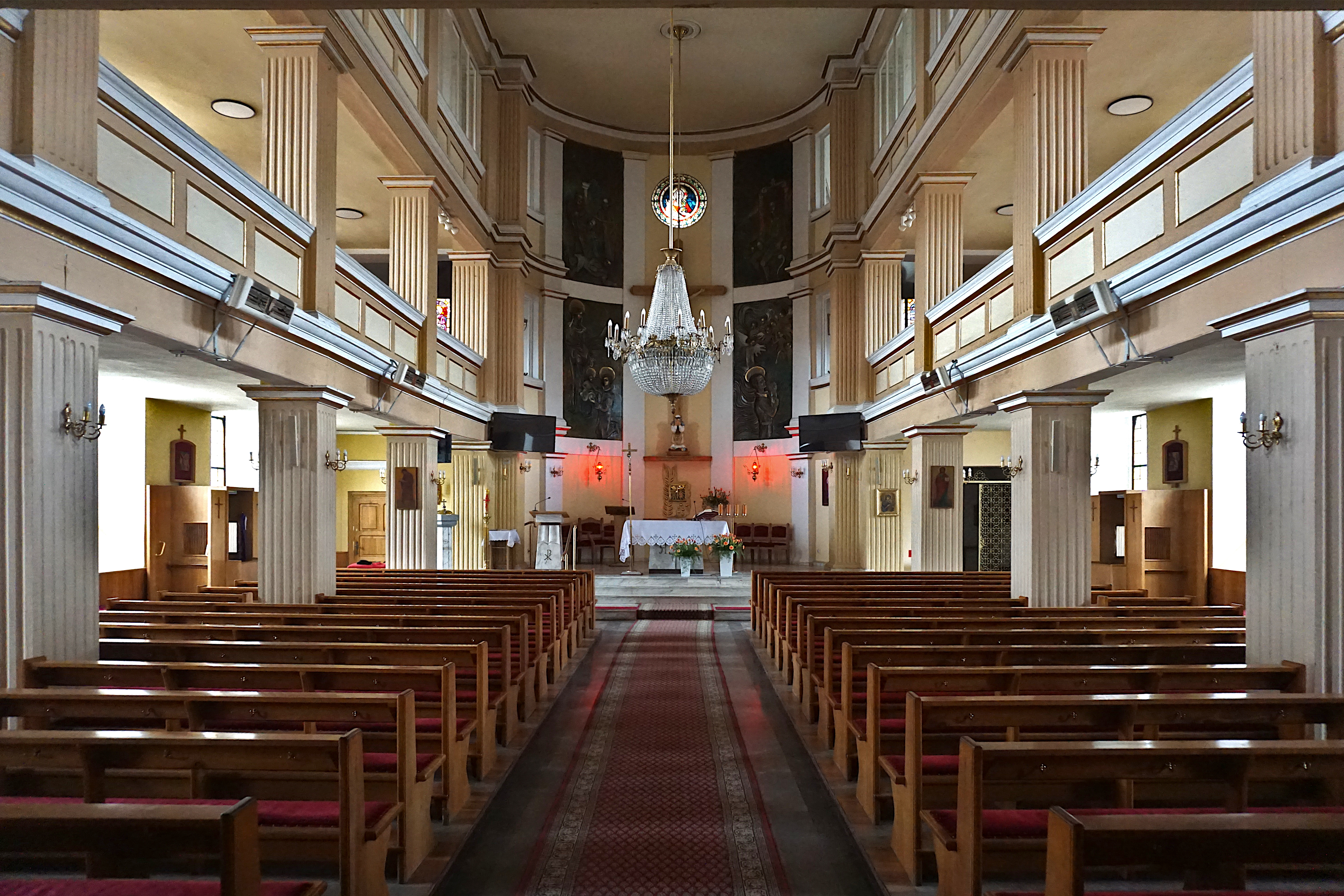
Wnętrze świątyni

Jest to dawna ewangelicka świątynia wybudowana w stylu klasycystycznym przed 1830 rokiem, 10 listopada tego samego roku została poświęcona, wieża została wzniesiona w 1869 roku. Poprzednia wieża nie spodobała się mieszkańcom miasta i została rozebrana. Projektantem kościoła był niemiecki architekt Karl Friedrich Schinkel. Po II wojnie światowej został opuszczony przez protestantów. Następnie został przejęty przez parafię rzymskokatolicką. 14 czerwca 1976 roku dekretem arcybiskupa poznańskiego Antoniego Baraniaka przy kościele został utworzony ośrodek duszpasterski spełniający funkcje samodzielnej parafii. 11 kwietnia 1981, dekretem arcybiskupa Jerzego Stroby, utworzona została pełnoprawna parafia.